# Sudad Ka'dan
Sudad Ka'dan (pron. AFI: [suʔ.dad kaʕ.daːn]; in arabo سؤدد كعدان‎?, Suʾdad Kaʿdān; 1979) è una regista, sceneggiatrice, montatrice e produttrice cinematografica siriana con cittadinanza francese.

## Biografia
Nata in Francia da genitori siriani nel 1979, è cresciuta a Damasco assieme ai suoi tre fratelli. Ha lasciato la Siria nel 2012, un anno dopo lo scoppio della guerra civile siriana, stabilendosi quindi a Beirut. Dal 2020 vive a Londra.
Col suo lungometraggio d'esordio, Yawm aḍʿatu ẓillī (2018), ha vinto il Leone del futuro alla Mostra del cinema di Venezia, assegnato al miglior regista esordiente. Nel 2022 si è fatta notare ulteriormente col film sulla guerra civile Nezouh - Il buco nel cielo, premiato a svariati festival internazionali e distribuito in diversi Paesi.

## Filmografia

### Cortometraggi
- Madeenatain wa sijn (2008)
- Saqf Dimašq wa ḥikāyāt al-janna (2010)
- Kubz al-ḥiṣār (2015)
- Obscure (2017)
- ʾAzīza (2019)

### Lungometraggi
- Yawm aḍʿatu ẓillī (2018)
- Nezouh - Il buco nel cielo (Nuzūḥ) (2022)